# 哆囉嘓社
哆囉嘓社（doroko、doreko）的居民為臺灣平埔原住民族群中的洪雅族，社址位於今臺南市東山區的東山里、東正里、東中里一帶，其社地範圍在今東山區與白河區（仙草里、河東里、虎山里）一帶。1636年1月24日荷蘭東印度公司有兩名代表拜訪，受到熱烈歡迎。
清康熙年間，該社社地逐漸贌給漢人開墾，而在康熙廿四年（1685年）該社駐有舖兵三名，〈康熙臺灣輿圖〉（約1699年－1704年間繪製）時已改稱哆囉嘓庄，後來由於受到漢人勢力影響，有部分族人往入關仔嶺、白水溪一帶遷移。